# Лікарняний провулок (Київ)
 Лікарня́ний прову́лок — провулок у Дніпровському районі міста Києва, житловий масив Лівобережний (історична назва — Микільська слобідка). Простягається від вулиці Митрополита Андрея Шептицького до залізниці. 
Прилучається Лікарняна вулиця.

## Історія
Провулок виник в 1-й половині XX століття під сучасною назвою. 